# Henri Bellivier

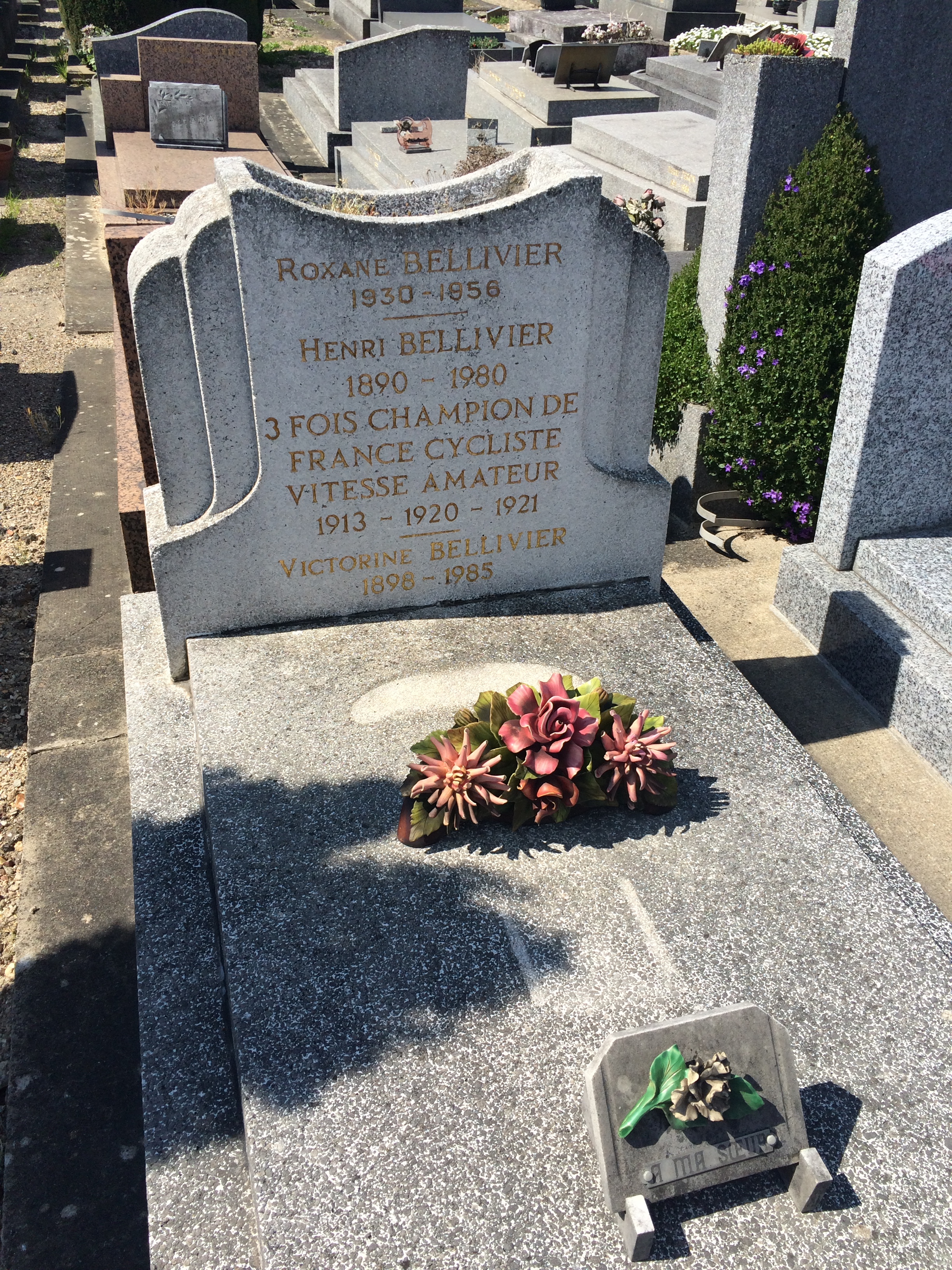
Tombe de Henri Bellivier au cimetière de La Garenne-Colombes (Hauts-de-Seine).

Henri Bellivier, né à Saint-André-de-Cubzac, le 6 juin 1890 et mort le 14 mars 1980 à Ambilly est un coureur cycliste français. Il participe aux Jeux olympiques d'été de 1920.

## Palmarès
Il participa à plusieurs championnats du monde de cyclisme amateur  : Berlin (1913), Copenhague (1914) et aux Jeux olympiques d'Anvers en 1920. Il fut 7 fois finaliste du Championnat de France amateur  : 3 fois vainqueur, 3 fois 2e, 1 fois 4e et 4 fois finaliste du Grand Prix de Paris. Il gagna le Bol d'or belge et le Grand Prix de Belgique en 1913. Au championnat d'Europe de 1920, il termina second. Il remporta le Grand Prix de Copenhague en 1921[réf. nécessaire], le Grand Prix de Varsovie l'année suivante ainsi que de nombreuses épreuves internationales de 1911 à 1924 en Europe.
Dans les années 1930, il prend la tête de plusieurs organisations sportives : président du comité du Maroc de la Fédération française de cyclisme, membre du comité directeur de la Fédération française de cyclisme à Paris, directeur du stade vélodrome municipal de Casablanca, président du Club des Aquitains-Girondins. En 1937, il est nommé délégué aux États-Unis pour une tournée de propagande pour l'Exposition Internationale de Paris. Pendant sa « retraite », il organisa de nombreuses rencontres cyclistes, des courses et des championnats.
En plus du cyclisme, il organisa d'autres manifestations sportives  : tour du port de Casablanca à la nage, matches de catch, moto-cross, courses de racers, grand prix de Mazagran, Nuit du Cyclisme, Stock Cars, Baseball, Nuit nautique. Véritable gentleman, il présida même des concours d'élégance ! À 73 ans, on faisait encore appel à lui ! Il organisa le salon des Arts ménagers et de l'Enfance (1951-1957), le salon des Vins et de l'Alimentation, le salon de l'Automobile et des cycles et motos (1951-1956), l'exposition mondiale de l'affiche sous le patronage de l'Office marocain du tourisme, la foire internationale de la zone de Tanger (1954-1957), des voyages touristiques à l'étranger, le salon de l'Enfance à Madrid et à Barcelone, le Festival de l'Enfance à Barcelone en 1963.
Il reçut d'importantes décorations  : chevalier du Ouissam alaouite, médaille d'or de l'Éducation civique, Mérite cycliste de 1re classe, médaille d'argent des services bénévoles.
Henri Bellivier est décédé le 14 mars 1980 à Ambilly, en Savoie. 
Une rue porte son nom à Saint-André-de-Cubzac depuis 2009 et un gymnase à Gaillard, en Haute-Savoie.